# 卡达乡
卡达乡（藏語：མཁར་ལྟག，威利转写：mkhar ltag），是中华人民共和国西藏自治区山南市错那市下辖的一个乡镇级行政单位。

## 行政区划
卡达乡下辖以下地区：
卡达村、西午村和多塘村。